# Harford megye
Harford megye negyedmilliós lélekszámú közigazgatási egység az Amerikai Egyesült Államok Maryland államában. Megyeszékhelye Bel Air, legnagyobb városa Aberdeen. Harford megye York, Lancaster, Cecil, Kent és Baltimore megyékkel határos. Lakosainak száma 260 924 fő (2020. április 1.).

## Szomszédos megyék
- York megye (észak)
- Lancaster megye (északkelet)
- Cecil megye (kelet)
- Kent megye (dél)
- Baltimore megye (nyugat)

## Népesség
A megye népességének változása:
| Lakosok száma | 245 200 | 246 681 | 248 540 | 249 215 | 250 290 | 260 924 |
|               | 2010    | 2011    | 2012    | 2013    | 2015    | 2020    |